# Coon 2: Hindsight
Coon 2: Hindsight is de elfde aflevering van het veertiende seizoen van de geanimeerde televisieserie South Park, en de 206e aflevering van de hele serie. Deze werd voor het eerst uitgezonden in de Verenigde Staten op 27 oktober 2010 op Comedy Central. Deze aflevering paroideert de olieramp in de Golf van Mexico.

## Plot
Cartmans alter ego The Coon leidt tegenwoordig een heus team van misdaadbestrijders, dat bestaat uit onder meer Mysterion (Kenny), Toolshed (Stan), Iron Maiden (Timmy), TupperWear (Token), Mosquito (Clyde), Mintberry Crunch (Bradley) en Human Kite (Kyle). Uiteraard is The Coon (Cartman) van plan om uiteindelijk steeds zelf alle eer op te strijken.
Er breekt vuur uit in een appartementsgebouw en The Coon vraagt zijn moeder om hem en zijn team er onmiddellijk naartoe te brengen. Nog voor ze actie kunnen ondernemen, verschijnt superheld Captain Hindsight op het toneel, die iedereen wijst op de veiligheidsmaatregelen die men had moeten nemen. Hij vertrekt weer met een staande ovatie en iedereen is blij en opgelucht dat Captain Hindsight het probleem heeft "opgelost", terwijl het gebouw nog steeds in lichterlaaie staat. De omstaanders vertrekken en alle appartementsbewoners komen om het leven.
The Coon is van mening dat Captain Hindsight het team moet vervoegen, zodat ze meer glorie verkrijgen. Hindsight weigert, maar The Coon laat het daar niet bij en begint hem te chanteren. Met photoshop vervalst hij enkele foto's, zodat het lijkt alsof Hindsight seks heeft gehad met Courtney Love.
Intussen boort oliemaatschappij BP in de oceaan, wanneer er plotseling een gigantisch lek ontstaat. Terwijl men probeert de schade te beperken, start CEO Tony Hayward een "we're sorry"-campagne om lastercampagnes te vermijden. Hij verandert ook de naam van "Beyond Petroleum" naar "Dependable Petroleum" (DP) en creëert een bijpassende slogan: "we no longer fuck the Earth, we DP (dubbele penetratie) it".
Op een vergadering van The Coon & Friends zegt The Coon dat hij zich niets aantrekt van de mensen die lijden onder het olielek van DP, en dat alle aandacht moet gaan naar het chanteren van Hindsight. De anderen gaan niet akkoord en bepalen bij stemming dat The Coon moet meehelpen met het plan van Mosquito om een benefietconcert te organiseren voor de slachtoffers van de DP-crisis. The Coon reageert razend en slaat Mosquito en Mintberry Crunch in elkaar, om zo de macht weer in handen te krijgen.
Een tweede boring van DP om het olielek te doen afnemen, loopt helemaal fout wanneer plotseling een doorgang naar een andere dimensie wordt geopend en heel de golf wordt aangevallen door grote buitenaardse wezens. Na een nieuwe "we're sorry"-campagne zegt Hayward dat men moet gaan boren op de Maan om de gravitatiekracht op Aarde te veranderen, zodat men een kap kan plaatsen over de doorgang. Het loopt echter alweer fout wanneer DP door dit te doen per ongeluk Cthulhu vrijlaat, die 3000 jaar duisternis over de Aarde zal brengen. Hayward start dan maar een derde "we're sorry"-campagne.
Intussen wordt The Coon unaniem uit The Coon & Friend gegooid omwille van zijn tegenstrijdig gedrag. The Friends besluiten om zonder hulp van The Coon het monster Cthulhu te gaan bestrijden. The Coon is ervan overtuigd dat zijn vrienden kwaadaardig zijn geworden en besluit het recht in eigen handen te nemen. Hij zint op wraak.